# Архаров, Пётр Михайлович
Пётр Михайлович Архаров (10 января 1916 — неизвестно) — советский футболист, вратарь, футбольный судья, тренер.
В 1936 году — в составе «Динамо — Трудкоммуна № 1» Болшево. В первенстве СССР играл за команды «Крылья Советов» Москва (1939—1940, 1945—1948), «Профсоюзы-1» Москва (1941 — два аннулированных матча), ВВС Москва (1949), «Большевик» Сталинабад (1950), «Буревестник» Кишинёв (1951).
Старший тренер команды КФК «Труд» Смоленск (1959), «Текстильщика» Смоленск (1960).
Работал боковым арбитром на матчах первой лиги и Кубка СССР.